# Melitta Sollmann
Melitta Sollmann (20 de agosto de 1958) es una deportista de la RDA que compitió en luge en la modalidad individual.
Participó en los Juegos Olímpicos de Lake Placid 1980, obteniendo una medalla de plata en la prueba individual. Ganó tres medallas en el Campeonato Mundial de Luge entre los años 1979 y 1983, y tres medallas en el Campeonato Europeo de Luge entre los años 1979 y 1982.

## Palmarés internacional
| Juegos Olímpicos   | Juegos Olímpicos             | Juegos Olímpicos  | Juegos Olímpicos |
| Año                | Lugar                        | Medalla           | Prueba           |
| ------------------ | ---------------------------- | ----------------- | ---------------- |
| 1980               | Lake Placid (Estados Unidos) | Medalla de plata  | Individual       |
| Campeonato Mundial |                              |                   |                  |
| Año                | Lugar                        | Medalla           | Prueba           |
| 1979               | Königssee (RFA)              | Medalla de oro    | Individual       |
| 1981               | Hammarstrand (Suecia)        | Medalla de oro    | Individual       |
| 1983               | Lake Placid (Estados Unidos) | Medalla de plata  | Individual       |
| Campeonato Europeo |                              |                   |                  |
| Año                | Lugar                        | Medalla           | Prueba           |
| 1979               | Oberhof (RDA)                | Medalla de oro    | Individual       |
| 1980               | Valdaora (Italia)            | Medalla de oro    | Individual       |
| 1982               | Winterberg (RFA)             | Medalla de bronce | Individual       |